# Peter Friz
Peter Karl Friz (Klagenfurt, 20 de abril de 1974) é um matemático austríaco.
Trabalha nas áreas de equações diferenciais parciais, finança quantitativa e análise estocástica.
Estudou na Universidade Técnica de Viena, École Centrale de Paris, Universidade de Cambridge e Universidade de Nova Iorque, onde obteve um PhD em 2004, orientado por S. R. Srinivasa Varadhan.
Trabalhou na Merrill Lynch, depois teve cargos acadêmicos na Universidade de Cambridge, Instituto Mittag-Leffler e Instituto Radon. É atualmente professor da Universidade Técnica de Berlim, associado com o Instituto Weierstrass de Análise Aplicada e Estocástica em Berlim.
É coautor com Nicolas Victoir de Multidimensional Stochastic Processes as Rough Paths: Theory and Applications.